# Escut de Santa Oliva
L'escut oficial de Santa Oliva té el següent blasonament:
Escut caironat: d'or, un castell de sinople obert sobremuntat d'un ram d'olivera de sinople fruitat de sable. Per timbre una corona mural de poble.

## Història
Va ser aprovat el 3 d'octubre de 1989.
S'hi veu el castell del poble (que, des del segle xvii, va esdevenir el santuari del Remei) i, al damunt, un senyal parlant: una branca d'olivera, que fa referència al nom de la localitat.